# Caroline Nordengrip
Caroline Nordengrip (1980) é uma política sueca e membro do Riksdag desde 2018 pelos Democratas Suecos (DS). Ela representa o círculo eleitoral do condado de Västra Götaland.
Nordengrip é natural de Bollebygd, onde fez parte do conselho local para o DS. Ela também serviu como ombudsman nacional do partido. Ela citou as suas preocupações com a segurança, os transportes e o campo como os seus principais motivos para se envolver na política. No parlamento, Nordengrip pediu penas mais duras contra pedófilos condenados.